# Тест Шумма
Тест Шумма (англ. Schumm test) — аналіз крові, що використовує спектроскопію для визначення значного рівня метгемальбуміну в крові. Позитивний результат може вказувати на внутрішньосудинний гемоліз. Тест Шумма отримав свою назву на честь Отто Шумма (нім. Otto Schumm), німецького хіміка початку ХХ століття[джерело?].
Тест дає позитивний результат, коли здатність крові зв'язувати гаптоглобін досягає рівня насиченості, призводячи до того, що гем, який був вивільнений із вільного гемоглобіну клітини, зв'язується з людським альбуміном[джерело?].